# Новое общество художников
Новое общество художников (НОХ) — творческое объединение молодых живописцев, скульпторов и архитекторов Петербурга (Петрограда) в 1903—1917 годах.

## История
Основано по инициативе Д. Н. Кардовского (председатель НОХ) учениками И. Е. Репина и А. И. Куинджи. Устав общества был утверждён в 1904. Членами-учредителями стали К. Ф. Богаевский, А. Ф. Гауш, О. Л. Делла-Вос-Кардовская, И. О. Дудин, М. Ф. Иванов, Д. Н. Кардовский, М. П. Латри, А. А. Мурашко, П. И. Нерадовский, Н. А. Околович, Н. Ф. Петров, Н. В. Пирогов, А. А. Теснер, В. П. Тиморев, Н. М. Фокин, Л. В. Шервуд, А. И. Штурман, А. В. Щусев.

## Деятельность
Основная задача общества состояла в поддержке молодых художников — выпускников Императорской Академии художеств и других художественных учебных заведений путём активной выставочной деятельности и содействии в сбыте их произведений.
НОХ организовало 10 выставок (в залах ИАХ, Строгановского дворца на Невском проспекте, «Пассажа» и других местах). Проведённые выставки общества: 1-я (1904, Санкт-Петербург), 5-я (февраль 1908, Санкт-Петербург, Строгановский дворец), — 10-я (1917, Петроград).